# Strade Bianche 2020
La Strade Bianche 2020, catorzena edició de la Strade Bianche, es disputà el dissabte 1 d'agost de 2020 després d'haver estat ajornada al març per culpa de la pandèmia de la COVID-19. La cursa forma part del calendari de l'UCI World Tour 2020 amb una categoria 1.UWT i significa el retorn d'una cursa UCI World Tour després de més de quatre mesos d'interrupció per la pandèmia Covid-19.
El vencedor final fou Wout Van Aert (Team Jumbo-Visma), que s'imposà en solitari a Davide Formolo (UAE Team Emirates) i Maximilian Schachmann (Bora-Hansgrohe).

## Recorregut
Sectors de strade bianche
| Sector Núm. | Nom                   | Quilòmetres                     | Llargada (m)  | Categoria |
| ----------- | --------------------- | ------------------------------- | ------------- | --------- |
| 1           | Vidritta              | entre el km 17,6 i el km 19,7   | 2.100 metres  | 01        |
| 2           | Bagnaia               | entre el km 25,0 i el km 30,8   | 5.800 metres  | 05        |
| 3           | Radi                  | entre el km 36,9 i el km 41,3   | 4.400 metres  | 05        |
| 4           | La Piana              | entre el km 47,6 i el km 53,1   | 5.500 metres  | 01        |
| 5           | Lucignano d'Asso      | entre el km 75,8 i el km 87,7   | 11.900 metres | 03        |
| 6           | Pieve a Salti         | entre el km 88,7 i el km 96,7   | 8.000 metres  | 03        |
| 7           | San Martino in Grania | entre el km 111,3 i el km 120,8 | 9.500 metres  | 03        |
| 8           | Monte Sante Marie     | entre el km 130 i el km 141,5   | 11.500 metres | 05        |
| 9           | Monteaperti           | entre el km 160 i el km 160,8   | 800 metres    | 01        |
| 10          | Colle Pinzuto         | entre el km 164,6 i el km 167   | 2.400 metres  | 04        |
| 11          | Le Tolfe              | entre el km 171 i elkm 172,1    | 1.100 metres  | 03        |

## Equips participants
| WorldTeams (18)- AG2R La Mondiale - Astana - Bahrain McLaren - Bora-Hansgrohe - CCC Team - Deceuninck-Quick Step - EF Pro Cycling - Groupama-FDJ - Israel Start-Up Nation - Lotto Soudal - Mitchelton-Scott - Movistar Team - Ineos - Jumbo-Visma - Team Sunweb - Trek-Segafredo - UAE Team Emirates - NTT Pro Cycling ProTeams (6)- Androni Giocattoli-Sidermec - Bardiani CSF Faizanè - Arkéa-Samsic - Circus-Wanty Gobert - Alpecin-Fenix - B&B Hotels-Vital Concept p/b KTM |
| |

## Classificació final
| \| Classificació general \| Classificació general \| Classificació general \| Classificació general \| Classificació general \| \| Corredor \| Corredor \| Equip \| Temps \| \| \| --------------------- \| ----------------------- \| --------------------- \| --------------------- \| --------------------- \| \| 1r \| Wout van Aert \| Jumbo-Visma \| 4h 58' 56" \| \| \| 2n \| Davide Formolo \| UAE Team Emirates \| + 30" \| \| \| 3r \| Maximilian Schachmann \| Bora-Hansgrohe \| + 32" \| \| \| 4t \| Alberto Bettiol \| EF Pro Cycling \| + 1' 31" \| \| \| 5è \| Jakob Fuglsang \| Astana \| + 2' 55" \| \| \| 6è \| Zdeněk Štybar \| Deceuninck-Quick Step \| + 3' 59" \| \| \| 7è \| Brent Bookwalter \| Mitchelton-Scott \| + 4' 25" \| \| \| 8è \| Greg Van Avermaet \| CCC Team \| + 4' 27" \| \| \| 9è \| Michael Gogl \| NTT Pro Cycling \| + 6' 47" \| \| \| 10è \| Diego Rosa \| Arkéa-Samsic \| + 7' 45" \| \| \| 11è \| Gregor Mühlberger \| Bora-Hansgrohe \| + 8' 11" \| \| \| 12è \| Michał Kwiatkowski \| Team Ineos \| + 10' 03" \| \| \| 13è \| Tadej Pogačar \| UAE Team Emirates \| + 10' 03" \| \| \| 14è \| Stefan Küng \| Groupama-FDJ \| + 10' 03" \| \| \| 15è \| Mathieu van der Poel \| Alpecin-Fenix \| + 10' 06" \| \| \| 16è \| Diego Ulissi \| UAE Team Emirates \| + 10' 09" \| \| \| 17è \| Gorka Izagirre Insausti \| Astana \| + 10' 09" \| \| \| 18è \| Loïc Vliegen \| Circus-Wanty Gobert \| + 10' 11" \| \| \| 19è \| Matej Mohorič \| Bahrain McLaren \| + 10' 30" \| \| \| 20è \| Andrea Vendrame \| AG2R La Mondiale \| + 13' 41" \| \| |                         |                       |            |
| |                         |                       |            |
| Font: ProCyclingStats |                         |                       |            |
| Classificació general |                         |                       |            |
| Corredor | Corredor                | Equip                 | Temps      |
| 1r | Wout van Aert           | Jumbo-Visma           | 4h 58' 56" |
| 2n | Davide Formolo          | UAE Team Emirates     | + 30"      |
| 3r | Maximilian Schachmann   | Bora-Hansgrohe        | + 32"      |
| 4t | Alberto Bettiol         | EF Pro Cycling        | + 1' 31"   |
| 5è | Jakob Fuglsang          | Astana                | + 2' 55"   |
| 6è | Zdeněk Štybar           | Deceuninck-Quick Step | + 3' 59"   |
| 7è | Brent Bookwalter        | Mitchelton-Scott      | + 4' 25"   |
| 8è | Greg Van Avermaet       | CCC Team              | + 4' 27"   |
| 9è | Michael Gogl            | NTT Pro Cycling       | + 6' 47"   |
| 10è | Diego Rosa              | Arkéa-Samsic          | + 7' 45"   |
| 11è | Gregor Mühlberger       | Bora-Hansgrohe        | + 8' 11"   |
| 12è | Michał Kwiatkowski      | Team Ineos            | + 10' 03"  |
| 13è | Tadej Pogačar           | UAE Team Emirates     | + 10' 03"  |
| 14è | Stefan Küng             | Groupama-FDJ          | + 10' 03"  |
| 15è | Mathieu van der Poel    | Alpecin-Fenix         | + 10' 06"  |
| 16è | Diego Ulissi            | UAE Team Emirates     | + 10' 09"  |
| 17è | Gorka Izagirre Insausti | Astana                | + 10' 09"  |
| 18è | Loïc Vliegen            | Circus-Wanty Gobert   | + 10' 11"  |
| 19è | Matej Mohorič           | Bahrain McLaren       | + 10' 30"  |
| 20è | Andrea Vendrame         | AG2R La Mondiale      | + 13' 41"  |

## Llista de participants
| Deceuninck-Quick Step DQT | Deceuninck-Quick Step DQT   | Deceuninck-Quick Step DQT |
| ------------------------- | --------------------------- | ------------------------- |
| Núm                       | Ciclista                    | Pos                       |
| 1                         | Julian Alaphilippe (FRA)    | 24è                       |
| 2                         | Kasper Asgreen (DEN)        | DNF                       |
| 3                         | Davide Ballerini (ITA)      | DNF                       |
| 4                         | Mikkel Frølich Honoré (DEN) | FC                        |
| 5                         | Bob Jungels (LUX) (ruta)    | DNF                       |
| 6                         | Pieter Serry (BEL)          | DNF                       |
| 7                         | Zdeněk Štybar (CZE)         | 6è                        |

| AG2R La Mondiale ALM | AG2R La Mondiale ALM    | AG2R La Mondiale ALM |
| -------------------- | ----------------------- | -------------------- |
| Núm                  | Ciclista                | Pos                  |
| 12                   | Julien Duval (FRA)      | DNF                  |
| 13                   | Dorian Godon (FRA)      | DNF                  |
| 14                   | Lawrence Naesen (BEL)   | DNF                  |
| 15                   | Oliver Naesen (BEL)     | DNF                  |
| 16                   | Andrea Vendrame (ITA)   | 20è                  |
| 17                   | Lawrence Warbasse (USA) | DNF                  |

| Alpecin-Fenix AFC | Alpecin-Fenix AFC          | Alpecin-Fenix AFC |
| ----------------- | -------------------------- | ----------------- |
| Núm               | Ciclista                   | Pos               |
| 21                | Mathieu van der Poel (NED) | 15è               |
| 22                | Floris De Tier (BEL)       | FC                |
| 23                | Kristian Sbaragli (ITA)    | DNF               |
| 24                | Scott Thwaites (GBR)       | DNF               |
| 25                | Petr Vakoč (CZE)           | DNF               |
| 26                | Gianni Vermeersch (BEL)    | FC                |
| 27                | Philipp Walsleben (GER)    | DNF               |

| Androni Giocattoli-Sidermec ANS | Androni Giocattoli-Sidermec ANS | Androni Giocattoli-Sidermec ANS |
| ------------------------------- | ------------------------------- | ------------------------------- |
| Núm                             | Ciclista                        | Pos                             |
| 31                              | Nicola Bagioli (ITA)            | DNF                             |
| 32                              | Mattia Frapporti (ITA)          | DNF                             |
| 33                              | Davide Gabburo (ITA)            | 41è                             |
| 34                              | Simon Pellaud (SUI)             | 40è                             |
| 35                              | Simone Ravanelli (ITA)          | FC                              |
| 36                              | Josip Rumac (CRO)               | 26è                             |
| 37                              | Mattia Viel (ITA)               | DNF                             |

| Astana AST | Astana AST                    | Astana AST |
| ---------- | ----------------------------- | ---------- |
| Núm        | Ciclista                      | Pos        |
| 41         | Aleksei Lutsenko (KAZ) (ruta) | DNF        |
| 42         | Manuele Boaro (ITA)           | DNF        |
| 43         | Fabio Felline (ITA)           | DNF        |
| 44         | Jakob Fuglsang (DEN)          | 5è         |
| 45         | Hugo Houle (CAN)              | 29è        |
| 46         | Gorka Izagirre Insausti (ESP) | 17è        |
| 47         | Ion Izagirre Insausti (ESP)   | DNF        |

| B&B Hotels-Vital Concept p/b KTM BVC | B&B Hotels-Vital Concept p/b KTM BVC | B&B Hotels-Vital Concept p/b KTM BVC |
| ------------------------------------ | ------------------------------------ | ------------------------------------ |
| Núm                                  | Ciclista                             | Pos                                  |
| 51                                   | Maxime Chevalier (FRA)               | DNF                                  |
| 52                                   | Arnaud Courteille (FRA)              | DNF                                  |
| 53                                   | Cyril Gautier (FRA)                  | 37è                                  |
| 54                                   | Johan Le Bon (FRA)                   | DNF                                  |
| 55                                   | Quentin Pacher (FRA)                 | DNF                                  |
| 56                                   | Sebastian Schönberger (AUT)          | DNF                                  |
| 57                                   | Tom-Jelte Slagter (NED)              | DNF                                  |

| Bahrain McLaren TBM | Bahrain McLaren TBM       | Bahrain McLaren TBM |
| ------------------- | ------------------------- | ------------------- |
| Núm                 | Ciclista                  | Pos                 |
| 61                  | Dylan Teuns (BEL)         | DNF                 |
| 62                  | Domen Novak (SLO) (ruta)  | DNF                 |
| 63                  | Grega Bole (SLO)          | DNF                 |
| 64                  | Iván García Cortina (ESP) | DNF                 |
| 65                  | Matej Mohorič (SLO)       | 19è                 |
| 66                  | Jan Tratnik (SLO)         | DNF                 |
| 67                  | Fred Wright (GBR)         | DNF                 |

| Bardiani CSF Faizanè BCF | Bardiani CSF Faizanè BCF  | Bardiani CSF Faizanè BCF |
| ------------------------ | ------------------------- | ------------------------ |
| Núm                      | Ciclista                  | Pos                      |
| 71                       | Vincenzo Albanese (ITA)   | DNF                      |
| 72                       | Nicolas Dalla Valle (ITA) | DNF                      |
| 73                       | Iuri Filosi (ITA)         | DNF                      |
| 74                       | Filippo Fiorelli (ITA)    | DNF                      |
| 75                       | Fabio Mazzucco (ITA)      | DNF                      |
| 76                       | Alessandro Pessot (ITA)   | DNF                      |
| 77                       | Alessandro Tonelli (ITA)  | DNF                      |

| Bora-Hansgrohe BOH | Bora-Hansgrohe BOH                 | Bora-Hansgrohe BOH |
| ------------------ | ---------------------------------- | ------------------ |
| Núm                | Ciclista                           | Pos                |
| 81                 | Peter Sagan (SVK)                  | DNF                |
| 82                 | Cesare Benedetti (ITA)             | FC                 |
| 83                 | Marcus Burghardt (GER)             | 23è                |
| 84                 | Oscar Gatto (ITA)                  | DNF                |
| 85                 | Gregor Mühlberger (AUT)            | 11è                |
| 86                 | Daniel Oss (ITA)                   | 27è                |
| 87                 | Maximilian Schachmann (GER) (ruta) | 3r                 |

| CCC Team CCC | CCC Team CCC               | CCC Team CCC |
| ------------ | -------------------------- | ------------ |
| Núm          | Ciclista                   | Pos          |
| 91           | Greg Van Avermaet (BEL)    | 8è           |
| 92           | Alessandro De Marchi (ITA) | 33è          |
| 93           | Simon Geschke (GER)        | FC           |
| 94           | Jonas Koch (GER)           | DNF          |
| 95           | Michael Schär (SUI)        | 28è          |
| 96           | Gijs Van Hoecke (BEL)      | DNF          |
| 97           | Nathan Van Hooydonck (BEL) | DNF          |

| Circus-Wanty Gobert CWG | Circus-Wanty Gobert CWG    | Circus-Wanty Gobert CWG |
| ----------------------- | -------------------------- | ----------------------- |
| Núm                     | Ciclista                   | Pos                     |
| 101                     | Quinten Hermans (BEL)      | DNF                     |
| 102                     | Timothy Dupont (BEL)       | DNF                     |
| 103                     | Fabien Doubey (FRA)        | DNF                     |
| 104                     | Corné van Kessel (NED)     | DNF                     |
| 105                     | Xandro Meurisse (BEL)      | DNF                     |
| 106                     | Loïc Vliegen (BEL)         | 18è                     |
| 107                     | Pieter Vanspeybrouck (BEL) | DNF                     |

| EF Pro Cycling EF1 | EF Pro Cycling EF1        | EF Pro Cycling EF1 |
| ------------------ | ------------------------- | ------------------ |
| Núm                | Ciclista                  | Pos                |
| 111                | Alberto Bettiol (ITA)     | 4t                 |
| 112                | Simon Clarke (AUS)        | DNF                |
| 113                | Lawson Craddock (USA)     | 35è                |
| 114                | Mitchell Docker (AUS)     | DNF                |
| 115                | Magnus Cort Nielsen (DEN) | DNF                |
| 116                | Sean Bennett (USA)        | DNF                |
| 117                | Michael Woods (CAN)       | 36è                |

| Groupama-FDJ GFC | Groupama-FDJ GFC      | Groupama-FDJ GFC |
| ---------------- | --------------------- | ---------------- |
| Núm              | Ciclista              | Pos              |
| 121              | Stefan Küng (SUI)     | 14è              |
| 122              | Mickaël Delage (FRA)  | DNF              |
| 123              | Kevin Geniets (LUX)   | DNF              |
| 124              | Simon Guglielmi (FRA) | DNF              |
| 125              | Olivier Le Gac (FRA)  | 31è              |
| 126              | Marc Sarreau (FRA)    | DNF              |
| 127              | Léo Vincent (FRA)     | DNF              |

| Israel Start-Up Nation ISN | Israel Start-Up Nation ISN | Israel Start-Up Nation ISN |
| -------------------------- | -------------------------- | -------------------------- |
| Núm                        | Ciclista                   | Pos                        |
| 131                        | Krists Neilands (LAT)      | DNF                        |
| 132                        | Guillaume Boivin (CAN)     | DNF                        |
| 133                        | Alexander Cataford (CAN)   | DNF                        |
| 134                        | Alex Dowsett (GBR)         | 34è                        |
| 135                        | Reto Hollenstein (SUI)     | DNF                        |
| 136                        | Norman Vahtra (EST)        | DNF                        |

| Lotto-Soudal LTS | Lotto-Soudal LTS         | Lotto-Soudal LTS |
| ---------------- | ------------------------ | ---------------- |
| Núm              | Ciclista                 | Pos              |
| 141              | Philippe Gilbert (BEL)   | 25è              |
| 142              | Jasper De Buyst (BEL)    | DNF              |
| 143              | Kobe Goossens (BEL)      | DNF              |
| 144              | Matthew Holmes (GBR)     | DNF              |
| 145              | Stefano Oldani (ITA)     | DNF              |
| 146              | Tosh Van der Sande (BEL) | DNF              |
| 147              | Florian Vermeersch (BEL) | DNF              |

| Mitchelton-Scott MTS | Mitchelton-Scott MTS     | Mitchelton-Scott MTS |
| -------------------- | ------------------------ | -------------------- |
| Núm                  | Ciclista                 | Pos                  |
| 151                  | Edoardo Affini (ITA)     | DNF                  |
| 152                  | Jack Bauer (NZL)         | 22è                  |
| 153                  | Sam Bewley (NZL)         | DNF                  |
| 154                  | Brent Bookwalter (USA)   | 7è                   |
| 155                  | Luke Durbridge (AUS)     | DNF                  |
| 156                  | Alexander Konychev (ITA) | FC                   |
| 157                  | Robert Stannard (AUS)    | DNF                  |

| Movistar Team MOV | Movistar Team MOV            | Movistar Team MOV |
| ----------------- | ---------------------------- | ----------------- |
| Núm               | Ciclista                     | Pos               |
| 161               | Dario Cataldo (ITA)          | DNF               |
| 162               | Juri Hollmann (GER)          | DNF               |
| 163               | Héctor Carretero Milla (ESP) | DNF               |
| 164               | Johan Jacobs (SUI)           | DNF               |
| 165               | Einer Rubio (COL)            | DNF               |
| 166               | Eduardo Sepúlveda (ARG)      | DNF               |
| 167               | Davide Villella (ITA)        | DNF               |

| NTT Pro Cycling NTT | NTT Pro Cycling NTT            | NTT Pro Cycling NTT |
| ------------------- | ------------------------------ | ------------------- |
| Núm                 | Ciclista                       | Pos                 |
| 171                 | Samuele Battistella (ITA)      | DNF                 |
| 172                 | Edvald Boasson Hagen (NOR)     | 42è                 |
| 173                 | Michael Gogl (AUT)             | 9è                  |
| 174                 | Michael Valgren Andersen (DEN) | 30è                 |
| 175                 | Roman Kreuziger (CZE)          | FC                  |
| 176                 | Matteo Sobrero (ITA)           | DNF                 |
| 177                 | Rasmus Tiller (NOR)            | DNF                 |

| Arkéa-Samsic ARK | Arkéa-Samsic ARK        | Arkéa-Samsic ARK |
| ---------------- | ----------------------- | ---------------- |
| Núm              | Ciclista                | Pos              |
| 181              | Diego Rosa (ITA)        | 10è              |
| 182              | Franck Bonnamour (FRA)  | DNF              |
| 183              | Benjamin Declercq (BEL) | DNF              |
| 184              | Anthony Delaplace (FRA) | DNF              |
| 185              | Romain Hardy (FRA)      | DNF              |
| 186              | Clément Russo (FRA)     | DNF              |
| 187              | Florian Vachon (FRA)    | DNF              |

| Team Ineos INS | Team Ineos INS               | Team Ineos INS |
| -------------- | ---------------------------- | -------------- |
| Núm            | Ciclista                     | Pos            |
| 191            | Owain Doull (GBR)            | DNF            |
| 192            | Michał Kwiatkowski (POL)     | 12è            |
| 193            | Gianni Moscon (ITA)          | DNF            |
| 194            | Jhonatan Narváez Prado (ECU) | DNF            |
| 195            | Salvatore Puccio (ITA)       | DNF            |
| 196            | Luke Rowe (GBR)              | DNF            |
| 197            | Ben Swift (GBR) (ruta)       | DNF            |

| Jumbo-Visma TJV | Jumbo-Visma TJV                    | Jumbo-Visma TJV |
| --------------- | ---------------------------------- | --------------- |
| Núm             | Ciclista                           | Pos             |
| 201             | Wout van Aert (BEL)                | 1r              |
| 202             | Koen Bouwman (NED)                 | DNF             |
| 203             | Amund Grøndahl Jansen (NOR) (ruta) | 38è             |
| 204             | Bert-Jan Lindeman (NED)            | DNF             |
| 205             | Paul Martens (GER)                 | DNF             |
| 206             | Antwan Tolhoek (NED)               | DNF             |
| 207             | Maarten Wynants (BEL)              | DNF             |

| Team Sunweb SUN | Team Sunweb SUN            | Team Sunweb SUN |
| --------------- | -------------------------- | --------------- |
| Núm             | Ciclista                   | Pos             |
| 211             | Tiesj Benoot (BEL)         | DNF             |
| 212             | Nikias Arndt (GER)         | DNF             |
| 213             | Marc Hirschi (SUI)         | DNF             |
| 214             | Søren Kragh Andersen (DEN) | DNF             |
| 215             | Joris Nieuwenhuis (NED)    | DNF             |
| 216             | Nicolas Roche (IRL)        | DNF             |
| 217             | Jasha Sütterlin (GER)      | DNF             |

| Trek-Segafredo TFS | Trek-Segafredo TFS        | Trek-Segafredo TFS |
| ------------------ | ------------------------- | ------------------ |
| Núm                | Ciclista                  | Pos                |
| 221                | Vincenzo Nibali (ITA)     | DNF                |
| 222                | Gianluca Brambilla (ITA)  | DNF                |
| 223                | Giulio Ciccone (ITA)      | 32è                |
| 224                | Nicola Conci (ITA)        | DNF                |
| 225                | Antonio Nibali (ITA)      | DNF                |
| 226                | Toms Skujiņš (LAT) (ruta) | DNF                |
| 227                | Pieter Weening (NED)      | DNF                |

| UAE Team Emirates UAD | UAE Team Emirates UAD            | UAE Team Emirates UAD |
| --------------------- | -------------------------------- | --------------------- |
| Núm                   | Ciclista                         | Pos                   |
| 231                   | Tadej Pogačar (SLO)              | 13è                   |
| 232                   | Valerio Conti (ITA)              | 21è                   |
| 233                   | Rui Alberto Faria da Costa (POR) | 39è                   |
| 234                   | Davide Formolo (ITA) (ruta)      | 2n                    |
| 235                   | Jan Polanc (SLO)                 | DNF                   |
| 236                   | Aliaksandr Rabuixenka (BLR)      | DNF                   |
| 239                   | Diego Ulissi (ITA)               | 16è                   |

| Deceuninck-Quick Step DQT | Deceuninck-Quick Step DQT   | Deceuninck-Quick Step DQT |
| ------------------------- | --------------------------- | ------------------------- |
| Núm                       | Ciclista                    | Pos                       |
| 1                         | Julian Alaphilippe (FRA)    | 24è                       |
| 2                         | Kasper Asgreen (DEN)        | DNF                       |
| 3                         | Davide Ballerini (ITA)      | DNF                       |
| 4                         | Mikkel Frølich Honoré (DEN) | FC                        |
| 5                         | Bob Jungels (LUX) (ruta)    | DNF                       |
| 6                         | Pieter Serry (BEL)          | DNF                       |
| 7                         | Zdeněk Štybar (CZE)         | 6è                        |

| AG2R La Mondiale ALM | AG2R La Mondiale ALM    | AG2R La Mondiale ALM |
| -------------------- | ----------------------- | -------------------- |
| Núm                  | Ciclista                | Pos                  |
| 12                   | Julien Duval (FRA)      | DNF                  |
| 13                   | Dorian Godon (FRA)      | DNF                  |
| 14                   | Lawrence Naesen (BEL)   | DNF                  |
| 15                   | Oliver Naesen (BEL)     | DNF                  |
| 16                   | Andrea Vendrame (ITA)   | 20è                  |
| 17                   | Lawrence Warbasse (USA) | DNF                  |

| Alpecin-Fenix AFC | Alpecin-Fenix AFC          | Alpecin-Fenix AFC |
| ----------------- | -------------------------- | ----------------- |
| Núm               | Ciclista                   | Pos               |
| 21                | Mathieu van der Poel (NED) | 15è               |
| 22                | Floris De Tier (BEL)       | FC                |
| 23                | Kristian Sbaragli (ITA)    | DNF               |
| 24                | Scott Thwaites (GBR)       | DNF               |
| 25                | Petr Vakoč (CZE)           | DNF               |
| 26                | Gianni Vermeersch (BEL)    | FC                |
| 27                | Philipp Walsleben (GER)    | DNF               |

| Androni Giocattoli-Sidermec ANS | Androni Giocattoli-Sidermec ANS | Androni Giocattoli-Sidermec ANS |
| ------------------------------- | ------------------------------- | ------------------------------- |
| Núm                             | Ciclista                        | Pos                             |
| 31                              | Nicola Bagioli (ITA)            | DNF                             |
| 32                              | Mattia Frapporti (ITA)          | DNF                             |
| 33                              | Davide Gabburo (ITA)            | 41è                             |
| 34                              | Simon Pellaud (SUI)             | 40è                             |
| 35                              | Simone Ravanelli (ITA)          | FC                              |
| 36                              | Josip Rumac (CRO)               | 26è                             |
| 37                              | Mattia Viel (ITA)               | DNF                             |

| Astana AST | Astana AST                    | Astana AST |
| ---------- | ----------------------------- | ---------- |
| Núm        | Ciclista                      | Pos        |
| 41         | Aleksei Lutsenko (KAZ) (ruta) | DNF        |
| 42         | Manuele Boaro (ITA)           | DNF        |
| 43         | Fabio Felline (ITA)           | DNF        |
| 44         | Jakob Fuglsang (DEN)          | 5è         |
| 45         | Hugo Houle (CAN)              | 29è        |
| 46         | Gorka Izagirre Insausti (ESP) | 17è        |
| 47         | Ion Izagirre Insausti (ESP)   | DNF        |

| B&B Hotels-Vital Concept p/b KTM BVC | B&B Hotels-Vital Concept p/b KTM BVC | B&B Hotels-Vital Concept p/b KTM BVC |
| ------------------------------------ | ------------------------------------ | ------------------------------------ |
| Núm                                  | Ciclista                             | Pos                                  |
| 51                                   | Maxime Chevalier (FRA)               | DNF                                  |
| 52                                   | Arnaud Courteille (FRA)              | DNF                                  |
| 53                                   | Cyril Gautier (FRA)                  | 37è                                  |
| 54                                   | Johan Le Bon (FRA)                   | DNF                                  |
| 55                                   | Quentin Pacher (FRA)                 | DNF                                  |
| 56                                   | Sebastian Schönberger (AUT)          | DNF                                  |
| 57                                   | Tom-Jelte Slagter (NED)              | DNF                                  |

| Bahrain McLaren TBM | Bahrain McLaren TBM       | Bahrain McLaren TBM |
| ------------------- | ------------------------- | ------------------- |
| Núm                 | Ciclista                  | Pos                 |
| 61                  | Dylan Teuns (BEL)         | DNF                 |
| 62                  | Domen Novak (SLO) (ruta)  | DNF                 |
| 63                  | Grega Bole (SLO)          | DNF                 |
| 64                  | Iván García Cortina (ESP) | DNF                 |
| 65                  | Matej Mohorič (SLO)       | 19è                 |
| 66                  | Jan Tratnik (SLO)         | DNF                 |
| 67                  | Fred Wright (GBR)         | DNF                 |

| Bardiani CSF Faizanè BCF | Bardiani CSF Faizanè BCF  | Bardiani CSF Faizanè BCF |
| ------------------------ | ------------------------- | ------------------------ |
| Núm                      | Ciclista                  | Pos                      |
| 71                       | Vincenzo Albanese (ITA)   | DNF                      |
| 72                       | Nicolas Dalla Valle (ITA) | DNF                      |
| 73                       | Iuri Filosi (ITA)         | DNF                      |
| 74                       | Filippo Fiorelli (ITA)    | DNF                      |
| 75                       | Fabio Mazzucco (ITA)      | DNF                      |
| 76                       | Alessandro Pessot (ITA)   | DNF                      |
| 77                       | Alessandro Tonelli (ITA)  | DNF                      |

| Bora-Hansgrohe BOH | Bora-Hansgrohe BOH                 | Bora-Hansgrohe BOH |
| ------------------ | ---------------------------------- | ------------------ |
| Núm                | Ciclista                           | Pos                |
| 81                 | Peter Sagan (SVK)                  | DNF                |
| 82                 | Cesare Benedetti (ITA)             | FC                 |
| 83                 | Marcus Burghardt (GER)             | 23è                |
| 84                 | Oscar Gatto (ITA)                  | DNF                |
| 85                 | Gregor Mühlberger (AUT)            | 11è                |
| 86                 | Daniel Oss (ITA)                   | 27è                |
| 87                 | Maximilian Schachmann (GER) (ruta) | 3r                 |

| CCC Team CCC | CCC Team CCC               | CCC Team CCC |
| ------------ | -------------------------- | ------------ |
| Núm          | Ciclista                   | Pos          |
| 91           | Greg Van Avermaet (BEL)    | 8è           |
| 92           | Alessandro De Marchi (ITA) | 33è          |
| 93           | Simon Geschke (GER)        | FC           |
| 94           | Jonas Koch (GER)           | DNF          |
| 95           | Michael Schär (SUI)        | 28è          |
| 96           | Gijs Van Hoecke (BEL)      | DNF          |
| 97           | Nathan Van Hooydonck (BEL) | DNF          |

| Circus-Wanty Gobert CWG | Circus-Wanty Gobert CWG    | Circus-Wanty Gobert CWG |
| ----------------------- | -------------------------- | ----------------------- |
| Núm                     | Ciclista                   | Pos                     |
| 101                     | Quinten Hermans (BEL)      | DNF                     |
| 102                     | Timothy Dupont (BEL)       | DNF                     |
| 103                     | Fabien Doubey (FRA)        | DNF                     |
| 104                     | Corné van Kessel (NED)     | DNF                     |
| 105                     | Xandro Meurisse (BEL)      | DNF                     |
| 106                     | Loïc Vliegen (BEL)         | 18è                     |
| 107                     | Pieter Vanspeybrouck (BEL) | DNF                     |

| EF Pro Cycling EF1 | EF Pro Cycling EF1        | EF Pro Cycling EF1 |
| ------------------ | ------------------------- | ------------------ |
| Núm                | Ciclista                  | Pos                |
| 111                | Alberto Bettiol (ITA)     | 4t                 |
| 112                | Simon Clarke (AUS)        | DNF                |
| 113                | Lawson Craddock (USA)     | 35è                |
| 114                | Mitchell Docker (AUS)     | DNF                |
| 115                | Magnus Cort Nielsen (DEN) | DNF                |
| 116                | Sean Bennett (USA)        | DNF                |
| 117                | Michael Woods (CAN)       | 36è                |

| Groupama-FDJ GFC | Groupama-FDJ GFC      | Groupama-FDJ GFC |
| ---------------- | --------------------- | ---------------- |
| Núm              | Ciclista              | Pos              |
| 121              | Stefan Küng (SUI)     | 14è              |
| 122              | Mickaël Delage (FRA)  | DNF              |
| 123              | Kevin Geniets (LUX)   | DNF              |
| 124              | Simon Guglielmi (FRA) | DNF              |
| 125              | Olivier Le Gac (FRA)  | 31è              |
| 126              | Marc Sarreau (FRA)    | DNF              |
| 127              | Léo Vincent (FRA)     | DNF              |

| Israel Start-Up Nation ISN | Israel Start-Up Nation ISN | Israel Start-Up Nation ISN |
| -------------------------- | -------------------------- | -------------------------- |
| Núm                        | Ciclista                   | Pos                        |
| 131                        | Krists Neilands (LAT)      | DNF                        |
| 132                        | Guillaume Boivin (CAN)     | DNF                        |
| 133                        | Alexander Cataford (CAN)   | DNF                        |
| 134                        | Alex Dowsett (GBR)         | 34è                        |
| 135                        | Reto Hollenstein (SUI)     | DNF                        |
| 136                        | Norman Vahtra (EST)        | DNF                        |

| Lotto-Soudal LTS | Lotto-Soudal LTS         | Lotto-Soudal LTS |
| ---------------- | ------------------------ | ---------------- |
| Núm              | Ciclista                 | Pos              |
| 141              | Philippe Gilbert (BEL)   | 25è              |
| 142              | Jasper De Buyst (BEL)    | DNF              |
| 143              | Kobe Goossens (BEL)      | DNF              |
| 144              | Matthew Holmes (GBR)     | DNF              |
| 145              | Stefano Oldani (ITA)     | DNF              |
| 146              | Tosh Van der Sande (BEL) | DNF              |
| 147              | Florian Vermeersch (BEL) | DNF              |

| Mitchelton-Scott MTS | Mitchelton-Scott MTS     | Mitchelton-Scott MTS |
| -------------------- | ------------------------ | -------------------- |
| Núm                  | Ciclista                 | Pos                  |
| 151                  | Edoardo Affini (ITA)     | DNF                  |
| 152                  | Jack Bauer (NZL)         | 22è                  |
| 153                  | Sam Bewley (NZL)         | DNF                  |
| 154                  | Brent Bookwalter (USA)   | 7è                   |
| 155                  | Luke Durbridge (AUS)     | DNF                  |
| 156                  | Alexander Konychev (ITA) | FC                   |
| 157                  | Robert Stannard (AUS)    | DNF                  |

| Movistar Team MOV | Movistar Team MOV            | Movistar Team MOV |
| ----------------- | ---------------------------- | ----------------- |
| Núm               | Ciclista                     | Pos               |
| 161               | Dario Cataldo (ITA)          | DNF               |
| 162               | Juri Hollmann (GER)          | DNF               |
| 163               | Héctor Carretero Milla (ESP) | DNF               |
| 164               | Johan Jacobs (SUI)           | DNF               |
| 165               | Einer Rubio (COL)            | DNF               |
| 166               | Eduardo Sepúlveda (ARG)      | DNF               |
| 167               | Davide Villella (ITA)        | DNF               |

| NTT Pro Cycling NTT | NTT Pro Cycling NTT            | NTT Pro Cycling NTT |
| ------------------- | ------------------------------ | ------------------- |
| Núm                 | Ciclista                       | Pos                 |
| 171                 | Samuele Battistella (ITA)      | DNF                 |
| 172                 | Edvald Boasson Hagen (NOR)     | 42è                 |
| 173                 | Michael Gogl (AUT)             | 9è                  |
| 174                 | Michael Valgren Andersen (DEN) | 30è                 |
| 175                 | Roman Kreuziger (CZE)          | FC                  |
| 176                 | Matteo Sobrero (ITA)           | DNF                 |
| 177                 | Rasmus Tiller (NOR)            | DNF                 |

| Arkéa-Samsic ARK | Arkéa-Samsic ARK        | Arkéa-Samsic ARK |
| ---------------- | ----------------------- | ---------------- |
| Núm              | Ciclista                | Pos              |
| 181              | Diego Rosa (ITA)        | 10è              |
| 182              | Franck Bonnamour (FRA)  | DNF              |
| 183              | Benjamin Declercq (BEL) | DNF              |
| 184              | Anthony Delaplace (FRA) | DNF              |
| 185              | Romain Hardy (FRA)      | DNF              |
| 186              | Clément Russo (FRA)     | DNF              |
| 187              | Florian Vachon (FRA)    | DNF              |

| Team Ineos INS | Team Ineos INS               | Team Ineos INS |
| -------------- | ---------------------------- | -------------- |
| Núm            | Ciclista                     | Pos            |
| 191            | Owain Doull (GBR)            | DNF            |
| 192            | Michał Kwiatkowski (POL)     | 12è            |
| 193            | Gianni Moscon (ITA)          | DNF            |
| 194            | Jhonatan Narváez Prado (ECU) | DNF            |
| 195            | Salvatore Puccio (ITA)       | DNF            |
| 196            | Luke Rowe (GBR)              | DNF            |
| 197            | Ben Swift (GBR) (ruta)       | DNF            |

| Jumbo-Visma TJV | Jumbo-Visma TJV                    | Jumbo-Visma TJV |
| --------------- | ---------------------------------- | --------------- |
| Núm             | Ciclista                           | Pos             |
| 201             | Wout van Aert (BEL)                | 1r              |
| 202             | Koen Bouwman (NED)                 | DNF             |
| 203             | Amund Grøndahl Jansen (NOR) (ruta) | 38è             |
| 204             | Bert-Jan Lindeman (NED)            | DNF             |
| 205             | Paul Martens (GER)                 | DNF             |
| 206             | Antwan Tolhoek (NED)               | DNF             |
| 207             | Maarten Wynants (BEL)              | DNF             |

| Team Sunweb SUN | Team Sunweb SUN            | Team Sunweb SUN |
| --------------- | -------------------------- | --------------- |
| Núm             | Ciclista                   | Pos             |
| 211             | Tiesj Benoot (BEL)         | DNF             |
| 212             | Nikias Arndt (GER)         | DNF             |
| 213             | Marc Hirschi (SUI)         | DNF             |
| 214             | Søren Kragh Andersen (DEN) | DNF             |
| 215             | Joris Nieuwenhuis (NED)    | DNF             |
| 216             | Nicolas Roche (IRL)        | DNF             |
| 217             | Jasha Sütterlin (GER)      | DNF             |

| Trek-Segafredo TFS | Trek-Segafredo TFS        | Trek-Segafredo TFS |
| ------------------ | ------------------------- | ------------------ |
| Núm                | Ciclista                  | Pos                |
| 221                | Vincenzo Nibali (ITA)     | DNF                |
| 222                | Gianluca Brambilla (ITA)  | DNF                |
| 223                | Giulio Ciccone (ITA)      | 32è                |
| 224                | Nicola Conci (ITA)        | DNF                |
| 225                | Antonio Nibali (ITA)      | DNF                |
| 226                | Toms Skujiņš (LAT) (ruta) | DNF                |
| 227                | Pieter Weening (NED)      | DNF                |

| UAE Team Emirates UAD | UAE Team Emirates UAD            | UAE Team Emirates UAD |
| --------------------- | -------------------------------- | --------------------- |
| Núm                   | Ciclista                         | Pos                   |
| 231                   | Tadej Pogačar (SLO)              | 13è                   |
| 232                   | Valerio Conti (ITA)              | 21è                   |
| 233                   | Rui Alberto Faria da Costa (POR) | 39è                   |
| 234                   | Davide Formolo (ITA) (ruta)      | 2n                    |
| 235                   | Jan Polanc (SLO)                 | DNF                   |
| 236                   | Aliaksandr Rabuixenka (BLR)      | DNF                   |
| 239                   | Diego Ulissi (ITA)               | 16è                   |